# Gustave Revilliod
Pour les articles homonymes, voir Revilliod.
 (juillet 2024).

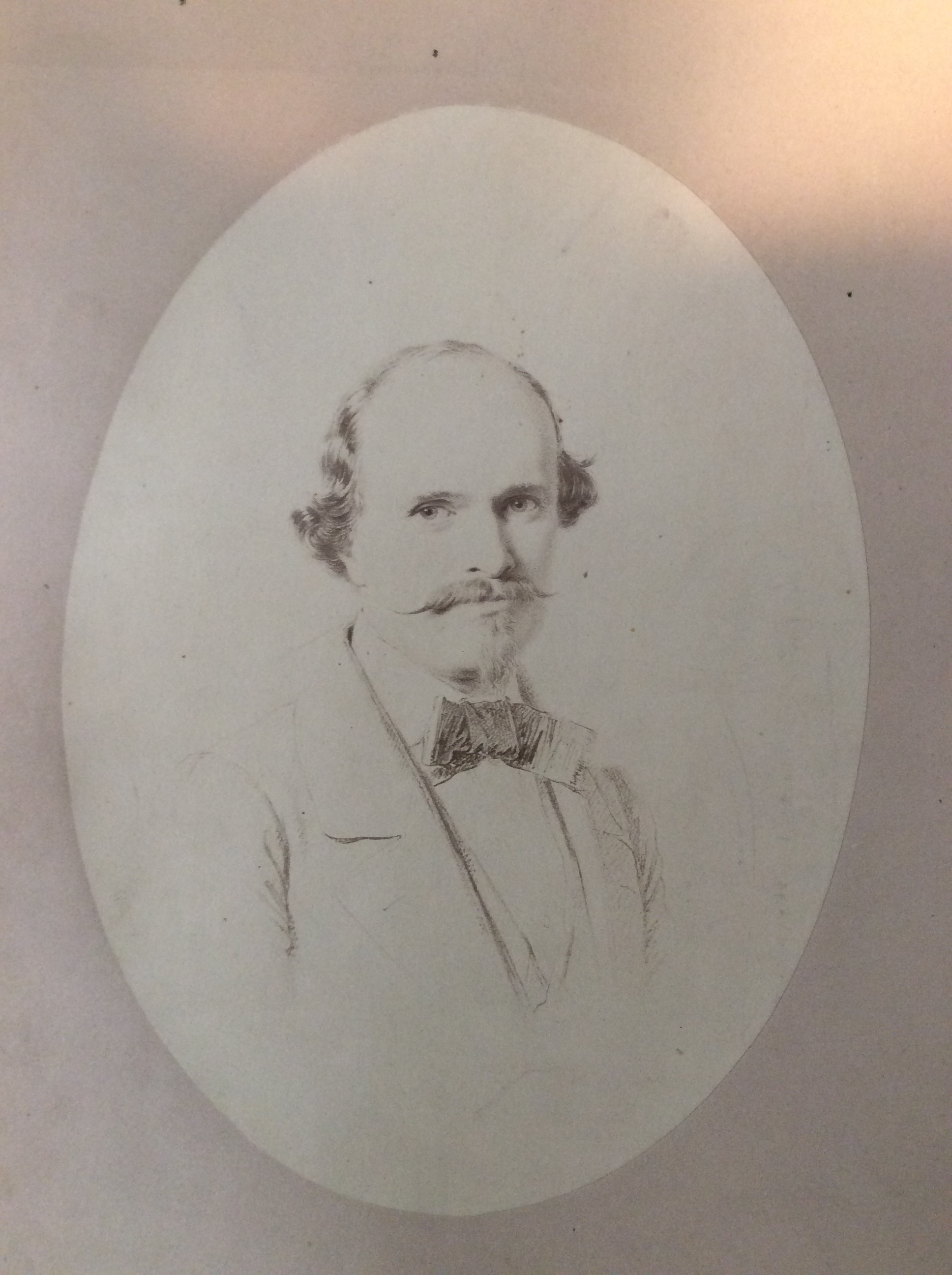
Portrait gravé de Gustave Revilliod en frontispice de son recueil de poésies Les fleurs de mon printemps.

Gustave-Philippe Revilliod, né le 8 avril 1817 à Genève et mort le 21 décembre 1890 au Caire, est un archéologue, collectionneur d'art, éditeur et mécène genevois.

## Biographie
Il est fils de Philippe-Léonard Revilliod (1786-1864), membre du Conseil représentatif de Genève et directeur de l'hôpital, et d'Ariane-Philippine de la Rive (1791-1876). Sa famille, fort aisée, est d'origine savoyarde. Elle s'établit à Genève au XVIe siècle.
Gustave Revilliod étudie le droit dans sa ville natale de 1835 à 1837, puis la philosophie à Berlin de 1838 à 1839. Il est président de la Société pour l'histoire et l'archéologie de Genève. De 1868 à 1870, puis de 1872 à 1874, il est député au Grand Conseil du canton de Genève. Son importante fortune personnelle lui permet de sillonner les continents et d'acquérir de nombreuses œuvres d'art. Elle lui permet aussi de créer une bibliothèque privée comptant plusieurs milliers d'ouvrages, aujourd'hui répartie entre plusieurs bibliothèques publiques genevoises. Cultivé, sachant plusieurs langues, il est non seulement l'auteur d'ouvrages historiques et littéraires mais encore traducteur en français d'ouvrages en allemand. Il fait également rééditer des ouvrages traitant de l'histoire genevoise. Il représente la Confédération suisse lors de l'inauguration du Canal de Suez en 1869.
De 1877 à 1884, il fait construire le Musée Ariana - dénommé ainsi en hommage à sa mère - sur sa propriété de Varembé, afin d'y montrer ses collections d'art (peinture, sculpture), ses collections d'art décoratif (porcelaine, céramique, mobilier, orfèvrerie) et ses collections de numismatique.
En 1890, il lègue à la Ville de Genève et à ses habitants le domaine de Varembé et le Musée Ariana avec toutes ses collections, ainsi qu'un immeuble dans la Vieille-Ville de Genève et un portefeuille d'actions pour entretenir le parc et le musée.
Son corps repose au parc de l'Ariana. Ses archives, quant à elles, sont déposées aux Archives d'État de Genève.

## Publications
Ouvrages dont Gustave Revilliod est l'auteur
- Anges et fleurs, Genève, Imprimerie Gruaz, 1845 [lire en ligne]
- Bâle au quatorzième siècle, Genève, Imprimerie Ramboz et Schuchardt, 1858, 36 p. (lire en ligne)
- La cité de Bâle au quatorzième siècle, Genève, Imprimerie de Jules-Guillaume Fick, 1863
- Le comte Ostermann Tolstoï, Genève, Imprimerie Ramboz et Schuchardt, 1857
- Le cousin l'abbé, Genève, Imprimerie de Jules-Guillaume Fick, 1884 [lire en ligne]
- De Genève a Suez : lettres écrites d'Orient, Genève, Imprimerie Jules-Guillaume Fick, 1870, 342 p.
- De Genève a Suez : lettres écrites d'Orient, Paris, Sandoz et Fischaber ; Neuchâtel, Librairie générale Jules Sandoz, 1873, 404 p. [lire en ligne]
- Les fleurs de mon printemps : poésies, Genève, Imprimerie de Jules-Guillaume Fick, 1867 [lire en ligne]
- Les fleurs de mon printemps : poésies, Genève, Imprimerie de Jules-Guillaume Fick, 1870
- L'homme à la colonne [Auguste Pictet de Bock], Genève, Imprimerie de Jules-Guillaume Fick, 1882, 46 p. [lire en ligne]
- J.-J. Chaponnière : allocution à la Société d'histoire et d'archéologie le 24 novembre 1859, Genève, Imprimerie Ramboz et Schuchardt, 1860
- Lettres d'un étudiant en vacances, Genève, Imprimerie Jules-Guillaume Fick, [1884 ou 1885], 369 p. [lire en ligne]
- Lettres d'un inconnu bien connu, Genève, Imprimerie de Jules-Guillaume Fick, 1883, 323 p. (lire en ligne)
- La Madonna di Vallombrosa, (La Vierge de Vallombreuse) : tableau de Raphaël, Genève, Imprimerie de Jules-Guillaume Fick, 1868, 32 p. [lire en ligne]
- Portraits et croquis : album d'un homme de lettres, Genève, Librairie Desrogis, J. Sandoz ; Paris, Sandoz et Thuillier, 1882-1883, 2 vol. [lire en ligne]
- Les premiers beaux jours : à ma mère, Genève, Impr. Ramboz et Cie, [1852?], 7 p. [lire en ligne]
- Rapport au Conseil fédéral sur l'exposition de Vienne en 1873, Genève, Impr. Jules-Guillaume Fick, 1873, 19 p. (lire en ligne)
- Testament de M. Revilliod, 8 p.
- Théophile Heyer, Genève, Impr. Jules-Guillaume Fick, 1871, 24 p. [lire en ligne]
- Le vieux troupier, Genève, J.-G. Fick, 1886, 106 p. [lire en ligne]

Ouvrages dont Gustave Revilliod est le traducteur
- Franz von Dingelstedt, Jean Gutenberg : premier maître imprimeur : ses faits et discours les plus dignes d'admiration et sa mort. Genève, Jules-Guillaume Fick, 1858 (trad. de l'allemand) [lire en ligne]
- Balthasar Reber, George Ienatsch, ou, Les Grisons et la Suisse pendant la guerre de Trente ans : étude historique, Genève, Imprimerie de Jules-Guillaume Fick, 1869 (trad. de l'allemand) [lire en ligne]
- Conrad Furrer, En Palestine, Genève, A. Cherbuliez ; Paris, G. Fischbacher, 1886 (trad. de l'allemand)
- Friedrich Gerstäcker, Scènes de la vie californienne, Genève, Imprimerie de Jules-Guillaume Fick, 1859 (trad. de l'allemand) [lire en ligne]
- Alfred Hartmann, Peterli, l'enfant prodigue, Genève, J.-G. Fick, 1875 (trad. de l'allemand)
- Alfred Hartmann, Aventures du chancelier Hory : une page de l'histoire de la Comté de Neufchatel, Genève, Desrogis ; Neuchâtel, J. Sandoz [etc.], 1876 (trad. de l'allemand)
- Nina Camenisch, Alfred Hartmann, Felix Mendelssohn-Bartholdy, La veillée des amoureux : scènes de la vie suisse Genève, Imprimerie Jules-Guillaume Fick, 1870 (trad. de l'allemand)
- Nina Camenisch, Alfred Hartmann, Les veillées du chalet : scènes de la vie suisse, Paris [etc.], Sandoz et Fischbacher ; Neuchâtel, J. Sandoz, 1873 (trad. de l'allemand)
- Wilhelm Hauff, Contes orientaux, Genève, 1851 (trad. de l'allemand)
- Károly Mária Kertbeny, La Hongrie, son développement intellectuel et politique : notice sur le comte Széchenyi, Genève ; Bâle, Georg, 1860 (Genève : Impr. J. Fick) (trad. de l'allemand) [lire en ligne]
- Friedrich Adolph Krummacher, Paraboles, Genève, J.-G. Fick, 1875
- Charles Sealsfield. George Howard, Genève, Impr. J.-G. Fick, 1869
- Charles Sealsfield, Nathan le Squatter : ou le premier Américain au Texas : roman, Genève ; Paris, Jules Sandoz, 1880 (Genève: Impr. Fick)
- Charles Sealsfield, La prairie du Jacinto, roman, Genève, Impr. J.-G. Fick, 1861 (trad. de l'allemand) (traduit de l'allemand) [lire en ligne]
- Charles Sealsfield, Le vice-roi ou le Mexique en 1812, Genève, A. Cherbuliez ; Impr. J.-G. Fick [etc.], 1888 (trad. de l'allemand)
- Balthasar Reber, George Ienatsch, ou, Les Grisons et la Suisse pendant la guerre de Trente ans : étude historique, Genève, Impr. de Jules-G. Fick, 1869 (trad. de l'allemand) [lire en ligne]
- Oskar von Redwitz, Le maître des compagnons de Nuremberg : drame en cinq actes et en prose, Genève, [s.n.], 1870 (trad. de l'allemand)
- Oskar von Redwitz, Le maître des compagnons de Nuremberg : drame en cinq actes et en prose, Genève, Impr. J.-G. Fick, 1872 (trad. de l'allemand)
- Alexander von Humboldt, Lettres d'Alexandre de Humboldt à Varnhagen de Ense, de 1827 à 1858, Genève, Imprimerie Ramboz et Schuchardt, 1860 (trad. de l'allemand)

Ouvrages dont Gustave Revilliod est l'éditeur intellectuel
- Bibliothèque universelle, Genève, Fick, 1861-1865
- François Bonivard, Advis et devis de l'ancienne et nouvelle police de Genève ; suivis des advis et devis de noblesse et de ses offices ou degrez & des III estatz monarchique, aristocratique & démocratique. Des dismes & des servitudes taillables, Genève, J.-G. Fick, 1865 [lire en ligne]
- François Bonivard, Advis et devis de la source de l'idolatrie et tyrannie papale, Genève, chez Jules Guillaume Fick, 1856 [lire en ligne]
- François Bonivard, Advis et devis des lengues ; suivis de L'Amartigenee, cest à dire de la source de peché, Genève, Imprimerie de Jules-Guillaume Fick [lire en ligne]
- François Bonivard, Chroniques de Genève, Genève, J.-G. Fick, 1867 [lire en ligne] [lire en ligne]
- Marie Dentière, La guerre de Genève et sa délivrance : fidellement faitte et composée par un marchant demeurant en icelle, Genève, J.-G. Fick, 1867 [lire en ligne]
- Marceline Desbordes-Valmore, Poésies inédites, Genève, Impr. de Jules Fick, 1860 [lire en ligne]
- Marceline Desbordes-Valmore, Poésies inédites, 2e édition, Genève, J.-G. Fick, 1873
- Flore saharienne : histoires et légendes, Genève, Librairie Jules Sandoz ; Paris, Librairie Sandoz et Fischbacher, 1879 (trad. de l'arabe par Victor Largeau)
- Victor Largeau, Le Sahara algérien : les déserts de l'Erg, 2e éd. revue, corr. et contenant 17 gravures et 3 cartes, Paris, Hachette, 1881
- La vengeance d'Ali : poëme arabe, Genève, J.-G. Fick, 1875 (trad. par Victor Largeau)
- Le livre du Recteur : catalogue des étudiants de l'Académie de Genève de 1559 à 1859, Genève, J.-G. Fick ; Paris, A. Aubry, 1860 [lire en ligne]
- Charles Sealsfield, George Howard, Genève, Impr. J.-G. Fick, 1869 (trad. de l'allemand et précédé d'une notice sur l'auteur par Gustave Revilliod)
- Jean Rocca, Mémoires sur la guerre des Français en Espagne, Genève, J.-G. Fick, 1886
- Jean Rocca, Mémoires sur la guerre des Français en Espagne, 2e édition, Genève, J.-G. Fick, 1887
- Jean Rocca, Mémoires sur la guerre des Français en Espagne, Genève, Impr. J.-G. Fick ; Paris, 1890 (avec un avant-propos d'Edmond Schérer et un appendice sur la famille Rocca par Gustave Revilliod)

Ouvrages anciens réédités par Gustave Revilliod
- Henri Arnaud, Histoire de la glorieuse rentrée des Vaudois dans leurs vallées, où l'on voit une troupe de ces gens, qui n'a jamais été jusqu'à mille personnes, soutenir la guerre contre le Roi de France, & [et] contre S.A.R. le Duc de Savoye..., Genève, Impr. J.-G. Fick, 1879 (reproduction de l'édition de: Bâle, 1710)
- Théodore de Bèze, Satyres chrestiènes de la cuisine papale, Genève, J.-G. Fick, 1857, reproduction de l'édition de Conrad Badius, 1560 ; attribué à Conrad Badius ou à Pierre Viret, de Théodore de Bèze selon Charles-Antoine Chamay [lire en ligne]
- Théodore de Bèze, Abraham sacrifiant : tragédie françoise, Genève, J.G. Fick, 1874
- Bade, Conrad, Comédie du Pape malade et tirant à la fin, Genève, Fick, 1859 [lire en ligne]
- Calvin, Jean, Traitté des reliques ou advertissement tres utile du grand profit qui reviendroit à la chrestienté, s'il se faisoit inventaire de tous les corps saincts et reliques [...], Genève, Fick, 1863, reproduction de l'édition de P. de la Rovière, 1599 [lire en ligne]

## Expositions
- Genève : Musée Ariana, 2018. À l'occasion du bicentenaire + 1 de la naissance du fondateur du Musée Ariana, une exposition lui est dédiée "Gustave Revilliod (1817-1890), un homme ouvert au monde".
- Genève : Bibliothèque d'art et d'archéologie (Genève), 2010-2011. "100 ans de générosité"